# Basil Dignam
Basil Dignam (né le 24 octobre 1905 à Sheffield (Yorkshire) et mort à Londres le 31 janvier 1979) était un acteur britannique.

## Biographie
Basil Dignam était l'époux de l'actrice Mona Washbourne et le frère de l'acteur Mark Dignam.

## Filmographie

### Cinéma
- 1956 : L'Étrangère intime (The Intimate Stranger) de Joseph Losey : Docteur Gray
- 1957 : Ce sacré z'héros de John Boulting : Colonel Martin (non crédité)
- 1957 : Vainqueur du ciel de Lewis Gilbert : un ministre (non crédité)
- 1957 : Ce sacré confrère de Roy Boulting : juge Emery
- 1958 : Commando sur le Yang-Tsé de Michael Anderson : l'ambassadeur de Grande-Bretagne à Nankin
- 1959 : Les Chemins de la haute ville de Jack Clayton : un prêtre
- 1959 : Un brin d'escroquerie (A Touch of Larceny) de Guy Hamilton
- 1959 : Carlton-Browne of the F.O. de Roy Boulting et Jeffrey Dell
- 1960 : Le perceur de coffres de Ray Milland : shérif adjoint
- 1960 : Allez-y sergent ! de Gerald Thomas : le troisième spécialiste
- 1963 : Accusé, levez-vous de Basil Dearden : Lawyer Mapleton
- 1963 : Lawrence d'Arabie de David Lean : un général de cavalerie (non crédité)
- 1963 : Le Corsaire de la reine de Rudolph Maté et Primo Zeglio : Sir Francis Walsingham
- 1965 : Les Aventures amoureuses de Moll Flanders de Terence Young : l'avocat
- 1966 : Un tueur s'est échappé de Montgomery Tully : le commissaire de police
- 1967 : Scotland Yard au parfum de Michael Winner : directeur de la banque
- 1968 : Services spéciaux, division K de Val Guest : Howlett
- 1968 : Qu'arrivera-t-il après? de Michael Winner
- 1969 : La bataille d'Angleterre de Guy Hamilton : un officier (non crédité)
- 1971 : L'insurgé de Martin Ritt : Officier anglais (non crédité)
- 1973 : Les Griffes du lion de Richard Attenborough : Joseph Chamberlain

### Télévision
- 1963 : Le Saint : Le Millionnaire invisible (saison 2 épisode 22) : Marvin Chase
- 1964 : Le Saint : Le Thé miracle (saison 3 épisode 1) : Commander Richardson